# Chloropsina ruandana
Chloropsina ruandana är en tvåvingeart som beskrevs av Deeming 1981. Chloropsina ruandana ingår i släktet Chloropsina och familjen fritflugor.
Artens utbredningsområde är Rwanda. Inga underarter finns listade i Catalogue of Life.